# Big Daddy - Sgt. Pepper's
Sgt. Pepper's è un tribute album costituito dalla reinterpretazione integrale dell'album Sgt. Pepper's Lonely Hearts Club Band dei The Beatles, ma in stile rock and roll "anni cinquanta". Il disco venne registrato dai Big Daddy nel 1992 e pubblicato in coincidenza con il 25º anniversario dell'uscita del celebre disco dei Beatles.

## Artwork
La copertina del disco è dichiaratamente ispirata a quella di Sgt. Pepper's Lonely Hearts Club Band. Venne disegnata da Michael Bryan su direzione di Geoff Gans.

## Accoglienza
Sgt. Pepper's fu accolto da recensioni moderatamente positive. La rivista People definì l'album "uno spasso".

## Tracce
- Tutti i brani sono opera di Lennon/McCartney tranne Within You Without You di George Harrison

1. Sgt. Pepper's Lonely Hearts Club Band (in stile Poison Ivy dei The Coasters)[4] - 2:21
2. With a Little Help from My Friends (in stile Johnny Mathis) - 2:50
3. Lucy in the Sky with Diamonds (in stile Jerry Lee Lewis) - 2:21
4. Getting Better (in stile Little Anthony and The Imperials) - 3:47
5. Fixing a Hole (in stile The Wanderer di Dion DiMucci) - 3:04
6. She's Leaving Home (in stile Diana di Paul Anka) - 3:32
7. Being for the Benefit of Mr. Kite! (in stile Palisades Park di Freddy Cannon) - 2:29
8. Within You Without You (in stile beatnik coi bonghi che recita poesie) - 1:55
9. When I'm Sixty-Four (in stile Sixty Minute Man di Billy Ward and his Dominoes) - 3:20
10. Lovely Rita (in stile Elvis Presley) - 1:54
11. Good Morning Good Morning - 2:46
12. Sgt. Pepper's Lonely Hearts Club Band (Reprise) (in stile Poison Ivy dei The Coasters) - 1:04
13. A Day in the Life (in stile Buddy Holly) - 5:00

## Formazione
Big Daddy
- Bob Wayne: voce solista & armonie vocali
- Marty Kaniger: voce solista & armonie vocali, chitarra acustica, autoharp
- Tom Lee: voce, cori, chitarra elettrica
- Don Raymond: voce solista & armonie vocali
- John Hatton: voce solista in Being for the Benefit of Mr. Kite, cori di sottofondo, basso elettrico, contrabbasso, orchestrazione in With A Little Help from My Friends
- Bob Sandman: sax tenore e baritono, flauto
- Damon DeGrignon: batteria e percussioni

Musicisti aggiuntivi
- Tim Bonhomme: celesta, piano, organo Hammond e calliope
- Ed Willett: violoncello
- Nancy Weckwerth: corno inglese
- Roberta Wall: cori
- Joanne Kurman-Montana: cori
- Kim Wilkins: violoncello
- Calabria McChesney: violino
- Bette Byers: violino